# جرمان (مركب كيميائي)
الجرمان مركب كيميائي له الصيغة GeH4، وهو مشابه الجرمانيوم البنيوي لغاز الميثان. يكون الجرمان على شكل غاز عديم اللون، وهو سام جداً، ويعد من مكونات الغلاف الجوي لكوكب المشتري.

## الخواص
يتميز الجرمان بنشاطه الكيميائي، فهو يتفاعل مع الماء، وفي الأمونياك السائل فإنه يتأين مشكلا كل من + NH4 و − GeH3. وفي حال إضافة فلز قلوي للجرمان في الأمونياك السائل فإنه يتفاعل مشكلا المركب MGeH3، حيث تشير M إلى رمز الفلز المضاف. تكون لمركبات البوتاسيوم والروبيديوم مع الجرمان بنية مشابهة لبنية كلوريد الصوديوم، وهي بنية مكعبة مركزية الوجوه، في حين أن المركب الناتج من إضافة السيزيوم يعطي شكل مشوه من بنية كلوريد الصوديوم، تكون مماثلة لتلك التي لدى يوديد الثاليوم الأحادي.

## التحضير
يحضر الجرمان بطرق عدة، يمكن أن تصنف حسب نوع التفاعل الكيميائي إلى تفاعل اختزال كيميائي وكهربائي أو بواسطة البلازما أو بتفاعل حفزي.
تتضمن تفاعلات التحضير عن طريق الاختزال مفاعلة إما فلز الجرمانيوم أو رباعي كلوريد الجرمانيوم أو ثنائي أكسيد الجرمانيوم GeO2 مع عامل اختزال قوي، مثل بورهيدريد الصوديوم أو بورهيدريد الليثيوم أو هيدريد ألومنيوم الليثيوم أو هيدريد الليثيوم أو هيدريد الصوديوم. يجرى تفاعل الاختزال إما في وسط مائي أو في مذيب عضوي.
كما يمكن أن يحضر من تفاعل جرمانات الصوديوم Na2GeO3 مع بورهيدريد الصوديوم  حسب المعادلة:
Na2GeO3 + NaBH4 + H2O → GeH4 + 2 NaOH + NaBO2
في تفاعل الاختزال الكهربائي يتم التحضير عن طريق تطبيق جهد كهربائي بين مهبط مكون من فلز الجرمانيوم مغموس في محلول كهرلي مائي، ومصعد من فلز مثل الموليبدنوم أو الكادميوم. نتيجة لهذا الأمر يتشكل غازات الجرمان والهيدروجين على المهبط، في حين يتشكل أكسيد الموليدنوم أو أكسيد الكادميوم على المصعد.
تتضمن عملية تحضير الجرمان بالبلازما إجراء عملية قذف لفلز الجرمانيوم بذرات الهيدروجين الصادرة من منبع بلازما عالي التردد.
من الطرق الأخرى لتحضير الجرمان مفاعلة رباعي كلوريد الجرمانيوم مع غاز الميثان بوجود حفاز من البالاديوم
حسب المعادلة:
GeCl4 + CH4 → GeH4 + CCl4

## الاستخدامات
نظراً لتفكك غاز الجرمان في درجات حرارة مرتفعة (حوالي 600 كلفن) فإن غاز الجرمان يستخدم في مجال أنصاف النواقل من أجل النمو الفوقي للجرمانيوم وذلك بواسطة تنضيد المركبات العضوية الفلزية في الطور البخاري MOVPE أو تنضيد الحزمة الكيميائية. لكن نظرا لسمية غاز الجرمان فإنه يجري استخدام مركبات جرمانيوم عضوية مثل إيزوبوتيل الجرمانيوم من أجل ترسيب رقائق المركبات الحاوية على الجرمانيوم بواسطة
MOVPE كبديل أخف ضرراً.